# 朴炳珊
朴炳珊（1893年—1940年），号大同，黑龙江呼兰五站人。中華民國軍事人物。

## 生平
朴炳珊毕业于保定陆军军官学校第五期炮科。後來加入东北军，擔任东北军炮兵第九团团长、炮兵第八旅副旅长。江桥抗戰失败後，朴炳珊随马占山退至海伦驻防。1932年春，马占山将朴炳珊及其所属部由海伦调到拜泉。1936年11月2日，朴炳珊獲頒少将軍衔。1937年7月20日任国民革命军第五十七军副军长。1938年8月20日任江苏省第八区行政督察专员兼保安司令。
後來国民革命军第五十七军軍長缪澄流与日军签订「互不侵犯，共同防守」协定，引發旅长万毅和师长常恩多的不滿。1940年9月21日夜，常恩多、万毅率兵包围五十七军军部，扣押了朴柄珊夫妇。不久朴炳珊则因病情加重去世。